# Annemarie Renger
Annemarie Renger, nata Wildung (Lipsia, 7 ottobre 1919 – Oberwinter, 3 marzo 2008), è stata una politica tedesca, membro del Partito Socialdemocratico di Germania.
Dal 1972 al 1976 è stata la quinta presidentessa del Bundestag. È stata la prima donna a ricoprire questo incarico e uno dei cinque uffici federali più alti della Repubblica federale di Germania.
È stata nominata candidata alla presidenza per la SPD nel 1979, la prima donna ad essere nominata presidente da un grande partito.

## Biografia

### Famiglia
Annemarie Renger proviene da una famiglia socialdemocratica. Anche suo nonno era un socialdemocratico attivo. Era una dei sette figli del falegname, politico della SPD e funzionario dello sport Fritz Wildung (1872-1954) e di sua moglie Martha (1881-?). La madre si unì alla SPD nel 1908 - l'anno in cui le donne potevano diventare membri del partito per la prima volta. Nel 1924 suo padre divenne amministratore delegato della Commissione centrale per gli sport da lavoro a Berlino. I nazisti gli imposero il divieto professionale e lo perseguitarono. Nel 1938, Annemarie Wildung sposò il direttore della pubblicità Emil Ernst Renger, che morì in Francia nel 1944. Il loro figlio Rolf Renger (1938-1998) non ha mai conosciuto suo padre. È stato un socialdemocratico attivo per la maggior parte della sua vita ed è rimasto con sua madre. È morto 10 anni prima di lei. A 26 anni, Annemarie Renger rimase vedova per la prima volta, avendo perso tre dei suoi fratelli durante la guerra. Nel 1945, incontrò Kurt Schumacher, di cui divenne la stretta confidente e compagna fino alla sua morte nel 1952. Nel 1965, Annemarie Renger si sposò una seconda volta con l'economista di origine jugoslava Aleksandar Loncarevic, morto nel 1973. A partire dal 1965 ha vissuto a Oberwinter-Birgel, più recentemente con la sua nipotina, suo marito e due pronipoti.

### Formazione e carriera
Nel 1934, dovette lasciare il ginnasio femminile a Berlino dove frequentava la scuola secondaria, la sua borsa di studio era stata ritirata a causa dell'orientamento socialdemocratico dei suoi genitori. Alla fine si formerà nel mondo dell'editoria, superando con successo l'esame di assistente commerciale.
Lavorò come redattore a Berlino fino al 1945, poi divenne segretaria personale di Kurt Schumacher, presidente della SPD, poi nel 1946 divenne capo dell'ufficio del partito, prima ad Hannover e poi a Bonn.

## Carriera politica

### Gli inizi
Si è unita al Partito Socialdemocratico Tedesco (SPD) nel 1945, sostenendo di contribuire alla costruzione di una Germania democratica e di un mondo libero dalla guerra, e sarà sempre molto vicino al suo primo post-presidente della guerra, Kurt Schumacher. È stata eletta deputato federale del Bundestag nel 1953 ed è stata nominata Coordinatore del gruppo SPD quattro anni dopo, essendo la prima donna eletta a ricoprire tale posizione. Nel 1957, fondò con Egon Franke il gruppo di Kanalarbeiter, che riunisce deputati conservatori della SPD e stretti sindacalisti.

### Presidente e poi vicepresidente del Bundestag

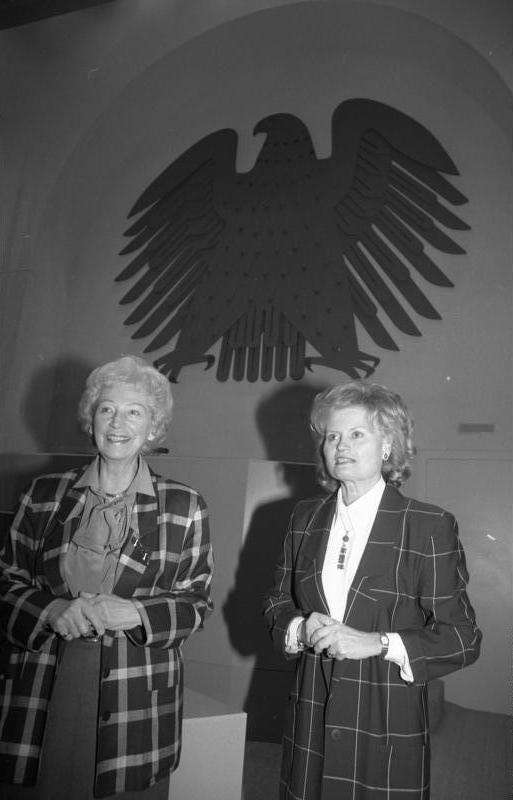
Annemarie Renger e Hannelore Kohl nel 1986

Nelle elezioni federali del 1972, i socialdemocratici divennero, per la prima volta dal 1949, la prima forza parlamentare. A tale riguardo, Annemarie Renger è eletta Presidente del Bundestag il 13 dicembre, in occasione dell'apertura della settima legislatura. È quindi la prima donna eletta alla presidenza di questa assemblea e di un Parlamento liberamente eletto. In seguito affermerà di essersi offerta per la posizione, altrimenti la sua candidatura probabilmente non sarebbe stata proposta. Entrò a far parte del comitato direttivo federale e dell'ufficio SPD l'anno seguente.
Il suo mandato durò solo quattro anni, con la CDU/CSU che riacquistò il suo status di prima forza parlamentare alle elezioni federali del 1976. Poi consegnò la presidenza al democristiano Karl Carstens il 14 dicembre, ma divenne immediatamente vice-presidente del Bundestag, su proposta del gruppo socialdemocratico. Sei mesi dopo, è stata nominata vicepresidente della commissione parlamentare per gli affari esteri.

### Elezioni presidenziali del 1979 e fine della carriera
Il 23 maggio 1979, è stata nominata dalla SPD come candidato alla presidenza, essendo la prima candidata per la carica di presidente federale. Tuttavia, ha ricevuto solo 431 voti, pari al 41,6% dei voti, rispetto ai 528 voti e al 51% del candidato CDU/CSU Karl Carstens. Ha continuato a prestare servizio nel Bundestag fino al 1990, mantenendo la sua vicepresidenza fino alla fine della sua carriera parlamentare. Nel 1983, era una dei 25 socialdemocratici, con Egon Franke, Dieter Haack e Hans Matthöfer, della destra del partito, ad astenersi nel voto in seguito al dibattito sulla decisione bipartitica della NATO, che ha sostenuto i colloqui in corso con l'Unione Sovietica.

## Omaggio
Conosciuta come l'ultima "grande dama" della socialdemocrazia tedesca, Annemarie Renger morì il 3 marzo 2008. Prima del Bundestag, riunito per un tributo al suo ex presidente, il presidente ad interim, Norbert Lammert, dichiarò "Con lei, abbiamo perso un membro importante del Parlamento, un democratico impegnato, un deputato con un cuore e un'anima. Annemarie Renger fu, nella storia del Bundestag, la prima donna e socialdemocratica a detenere la presidenza, cosa che fece con convinzione, determinazione e dignità. Una delle sue caratteristiche era la sua applicazione spesso vigorosa delle regole, vissute da tutti i parlamentari, oltre i confini partigiani.".

## Citazioni
(Annemarie Renger, Ex Presidente del Bundestag.)
(Annemarie Renger, ex Presidente del Bundestag)

## Pubblicazioni
- Sozialdemokratie und Parlament. In: Beiträge zu Einzelproblemen des „Entwurfs eines ökonomisch-politischen Orientierungsrahmens für die Jahre 1973–1985“. Bonn-Bad Godesberg 1973, S. 29–37.
- Parlamentarierinnen in den europäischen Versammlungen. In: Wolf Frühauf: Wissenschaft und Weltbild. Festschrift für Hertha Firnberg. Wien 1975, S. 49–56.
- Annemarie Renger, Karl Carstens, Alfred Ollesch: Selbstverständnis. Der Bundestag im Spiegel dreier Debattenbeiträge. Bonn 1977.
- Die Konferenz der Europäischen Parlamentspräsidenten – Ursprung und Ziele. In: Heinz Rosenbauer, Volkmar Gabert: Parlamentarismus und Föderalismus. Festschrift für Rudolf Hanauer aus Anlass seines 70. Geburtstages. Ehrenwirth, München 1978, S. 184–189, ISBN 3-431-02064-X.
- Berechtigte Kritik hält lebendig. Der Bundestag ist anpassungsfähig und reformbereit geblieben. In: Hartmut Klatt: Der Bundestag im Verfassungsgefüge der Bundesrepublik Deutschland. Bonn 1980, S. 141–144.
- Notwendigkeit und Formen einer parlamentarischen Planungsbegleitung. In: Jürgen Jekewitz, Michael Melzer, Wolfgang Zeh: Politik als gelebte Verfassung. Festschrift für Friedrich Schäfer. Westdeutscher Verl., Opladen 1980, S. 87–92, ISBN 3-531-11500-6.
- Fasziniert von Politik. Beiträge zu Zeit. Seewald, Stuttgart 1981, ISBN 3-512-00610-8
- Der zentrale Ort der Politik. In: Eckart Busch: Parlamentarische Demokratie. Festschrift für Helmut Schellknecht zum 65. Geburtstag. Heidelberg 1984, S. 3–8.
- Eine faszinierende Aufgabe. In: Rupert Schick: Der Bundestagspräsident. Stuttgart 1987 (9. Aufl.), S. 117–122, ISBN 3-87959-315-9.
- Braucht der Staat des Grundgesetzes Elemente direkter Demokratie? In: Philipp Jenninger: Unverdrossen für Europa. Festschrift für Kai-Uwe von Hassel zum 75. Geburtstag. Nomos, Baden-Baden 1988, S. 339–345, ISBN 3-7890-1576-8.
- Vierzig Jahre Deutscher Bundestag. Erfahrungen und Maßstäbe. In: Aus Politik und Zeitgeschichte. Bonn 1989, Heft 37,38, S. 7–12. ISSN 0479-611X (WC · ACNP)
- Ein politisches Leben. Erinnerungen. Deutsche Verlagsanstalt, Stuttgart 1993, ISBN 3-421-06532-2